# Villarrica (Tolima)
Villarrica es un municipio de Colombia, en el oriente del departamento del Tolima, distando de 115,6 km de Ibagué.

## Geografía

### Clima
Sus tierras se encuentran en el clima templado, la humedad relativa promedio anual es de 81% y la temperatura promedio anual es de 18,9 °C, siendo marzo el mes de mayor temperatura y octubre el de menor.

### Límites Municipales
Villarrica está delimitado por los siguientes municipios, excepto con Cundinamarca en su parte nororiental:
| Noroeste: Cunday                        | Norte: Cunday | Nordeste: Cabrera ( Cundinamarca)                    |
| Oeste: Cunday                           |               | Este: Límite entre Cabrera ( Cundinamarca) y Dolores |
| Suroeste: Purificación, Prado y Dolores | Sur: Dolores  | Sureste: Dolores                                     |

## Historia

### Orígenes
Salido a su vez del municipio de Cunday, cuyos orígenes más remotos nos remontan hasta los indios cuindes, el posterior apogeo de la quina y por ser zona boscosa, haber servido de pasadizo para las tropas liberales y conservadoras durante la guerra de los mil días. Pasado este conflicto, en 1913 ya se habla de "las Fundaciones de Villarrica" refiriéndose a las labores de colonización emprendidas en la hacienda de ese nombre, que posteriormente, serán legalizadas a nombre de Francisco Pineda López en 1925.
Desde 1915 grandes predios de lo que habrá de ser el municipio de Villarrica, como son los Alpes, La Francia, la Esperanza ya habían sido denunciadas y eran explotadas comercialmente en el cultivo del café.
Desde 1919 se habla en propiedad de la región de los baldíos, refiriéndose en concreto a estos territorios que recién se empezaban a explorar a aprovechar debidamente.
En 1925 se crea la Escuela rural alternada de los baldíos. De acuerdo al censo cafetero reseñado por Darío Monsalve, la hacienda Villarrica ya manejaba unos 85.000 arbustos de café, mientras la hacienda la Esperanza poseía 90.000, La ruidosa, 65.000, el Darién 45.000, Samaria 20.000, etc.
El 3 de agosto de 1926 en la Hacienda Villarrica, existiendo un pequeño caserío que daba albergue a los trabajadores y contratistas de dicha Hacienda, se funda el caserío (Corregimiento) de Andalucía, participando en su fundación Francisco Pineda Otero (Hijo de Francisco Pineda López), el sacerdote Antonio Ravanal, el Coronel retirado Tobías Guevara, el Señor Eduardo Escobar, Francisco Montoya, Tulio Castro, Sergio Góngora, José Manrique, Leonardo (Leonidas) Waltero, Tomás Reyes, Juan de Dios Ortiz , Genaro Amaya y Sergio Chacón. Fue la primera maestra oficial la señorita Isabel Cuéllar.

### La Violencia
El innegable hecho de ser floreciente zona de colonización atrajo a agricultores liberales en profusión, simpatizantes ellos de las ideas de Jorge Eliécer Gaitán. Acaecida su muerte el 9 de abril de 1948, allí en Andalucía se organizó una junta revolucionaria que se encargó de apresar a los pocos conservadores de la zona para evitar mayores disturbios.
Terminando 1949 la Junta pro-municipio estaba liderada por Francisco Montoya y hacía ingentes esfuerzos porque tal proyecto fuera legalizado por la Asamblea Departamental. Es por medio del Decreto 1131 del 19 de diciembre de 1949 emanado de la Gobernación del Tolima que se crea oficialmente el municipio de Villarrica.
Para 1951 ya poseía más de 12.000 habitantes, aun a pesar de la conformación de las guerrillas liberales que practicaban la autodefensa campesina del régimen conservador. Fueron famosos de su época y geografía los hermanos Jiménez. Durante 1955 y 1956 se presentó la conocida como Guerra de Villarica.

### Siglo XXI
El 29 de diciembre del 2017, el municipio decretó la calamidad pública, haciéndose necesaria su reubicación.

## División Político-Administrativa
Además de su Cabecera municipal. Villarrica tiene bajo su jurisdicción los siguientes Centros poblados:
- La Colonia
- Los Alpes
- Puerto Lleras

## Educación
Institución Educativa Francisco Pineda López
Institución Educativa Técnica Ambiental los Alpes 

## Servicios públicos
- Energía Eléctrica: Celsia, es la empresa prestadora del servicio de energía eléctrica.
- Gas Natural: Alcanos de Colombia es la empresa distribuidora y comercializadora de gas natural en el municipio.